# Бутково
Бутково (рос. Бутково) — присілок у Лузькому районі Ленінградської області Російської Федерації.
Населення становить 5 осіб. Належить до муніципального утворення Ям-Тьосовське сільське поселення.

## Історія
Згідно із законом від 28 вересня 2004 року № 65-оз належить до муніципального утворення Ям-Тьосовське сільське поселення.

## Населення
| 1838 | 1862 | 1885 | 1928 | 1965 | 1997 | 2007 |
| ---- | ---- | ---- | ---- | ---- | ---- | ---- |
| 225  | ↗271 | ↗272 | ↗359 | ↘52  | ↘15  | ↗16  |
| 2010 |      |      |      |      |      |      |
| ↘5   |      |      |      |      |      |      |